# Leon Schlumpf
Pour les articles homonymes, voir Schlumpf.
Leon Schlumpf, né le 3 février 1925 à Felsberg et mort le 7 juillet 2012 à Coire, est une personnalité politique suisse, membre de l'Union démocratique du centre.

## Biographie
Après avoir fréquenté le gymnase de Coire, il étudie le droit à l'Université de Zurich, puis devient avocat au barreau de Coire de 1961 à 1965. Il est élu au Conseil d'État du canton des Grisons en 1966 et dirige pendant huit ans le Département de l'intérieur et de l'économie publique. La même année, il est élu comme candidat du parti démocrate au Conseil national, puis est élu comme UDC au Conseil des États.
Le 5 décembre 1979, il est élu au Conseil fédéral (89e conseiller fédéral de l'histoire[réf. nécessaire]). Il dirige le Département fédéral des transports, des communications et de l'énergie (DFTCE) du 1er janvier 1980 au 31 décembre 1987 et est président de la Confédération suisse en 1984.
Il meurt le 7 juillet 2012 à l'hôpital de Coire.

## Famille
Sa fille, Eveline Widmer-Schlumpf, a également été élue au Conseil fédéral, en 2007. Elle a accédé à la présidence de la Confédération en 2012.